# NASCAR Winston Cup de 1974
A Temporada da NASCAR Winston Cup de 1974 foi a 26º edição da Nascar, com 30 etapas disputadas o campeão foi Richard Petty.